# Cantonul Boulogne-sur-Gesse
Cantonul Boulogne-sur-Gesse este un canton din arondismentul Saint-Gaudens, departamentul Haute-Garonne, regiunea Midi-Pyrénées, Franța.

## Comune
- Blajan
- Boulogne-sur-Gesse (reședință)
- Cardeilhac
- Castéra-Vignoles
- Charlas
- Ciadoux
- Escanecrabe
- Gensac-de-Boulogne
- Larroque
- Lespugue
- Lunax
- Mondilhan
- Montgaillard-sur-Save
- Montmaurin
- Nénigan
- Nizan-Gesse
- Péguilhan
- Saint-Ferréol-de-Comminges
- Saint-Lary-Boujean
- Saint-Loup-en-Comminges
- Saint-Pé-Delbosc
- Saman
- Sarrecave
- Sarremezan